# Zdeněk Reibl
Zdeněk Reibl (* 10. června 1964, Moravská Třebová) je český podnikatel, generální ředitel a majitel pojišťovací makléřské akciové společnosti RESPECT, která od roku 1993 pojišťuje podnikatele a firmy v České a Slovenské republice.

## Profesní dráha
Zdeněk Reibl se narodil v roce 1964 v Moravské Třebové. Vystudoval Obchodní fakultu na VŠE a University of Pittsburgh, kde získal titul MBA. V listopadu 1987 začal pracovat v České státní pojišťovně jako odborný referent zahraničního obchodu. Později působil také v mezinárodní pojišťovací společnosti Minet, kde si osvojil znalosti s pojišťováním průmyslových firem.
Jeho rukou vznikla v roce 1993 v Praze pojišťovací makléřská společnost RESPECT. V prvé řadě šlo tehdy o to, dokázat důležitost a nenahraditelnost samostatného pojišťovacího makléře pracujícího mimo velkou pojišťovnu.
V průběhu 90. let lidé začali hojně podnikat v mnoha oborech. S podnikáním se však pojila do té doby nepříliš známá rizika, která bylo třeba řešit neprodleně, bez ohledu na pracovní dobu zaměstnanců pojišťoven. Prioritní se stala informovanost makléře, flexibilita a ochota být klientovi při ruce vždy, když to potřebuje. Společnost RESPECT, která je také členem Asociace českých pojišťovacích makléřů, se od svého založení rozrostla na zhruba 450členný tým brokerů v České a Slovenské republice, kteří se intenzivně starají o pojištění a likvidační servis korporátních klientů. Jednou ze základních myšlenek společnosti je mít makléře, který umí nejen pojistit, ale také odpovídajícím způsobem odškodnit. To podle Zdeňka Reibla není u všech osob, kteří se označují za makléře, samozřejmostí.
Kromě pojišťování samotného se společnost RESPECT, stará také o pořádání seminářů na témata z oblasti pojištění. Ty se konají v rámci RESPECT ACADEMY.
Dnes patří RESPECT, a. s., mezi největší pojišťovací makléře na českém a slovenském trhu. RESPECT, a. s., je členem světové makléřské sítě UNiBA s výhradním zastoupením pro Českou a Slovenskou republiku. Prostřednictvím více než 150 kanceláří obchodních partnerů UNiBA figuruje na lokálním i mezinárodním trhu na pěti kontinentech. V roce 2014 a 2015 byla společnost v uznávané oborové soutěži oceněna jako Makléř roku. Stejně tak tomu bylo už v roce 2012.

## Rodina
Zdeněk Reibl je ženatý a má dvě děti.